# Filosofie magister
För andra betydelser, se Magister.
Filosofie magister (fil.mag.) är en magisterexamen, en allmän högskoleexamen på avancerad nivå, med huvudämne från humanistisk, matematisk–naturvetenskaplig eller samhällsvetenskaplig fakultet. Examen med denna benämning finns i såväl Finland som Sverige och motsvarar en master enligt europeiska regler, reglerna är dock något olika vid jämförelse mellan Finland och Sverige även om de numera har kommit att likna varandra mer då båda har anpassats till de europeiska reglerna. Numera är filosofie magisterexamen i båda länderna en högre högskoleexamen som förutsätter en tidigare kandidatexamen
Filosofie magister var ursprungligen en akademisk titel som  tilldelades dem som promoverats vid filosofisk fakultet, vid vilken doktorsgraden då saknades. Under 1800-talet infördes dock doktorsgraden även vid filosofisk fakultet och titeln filosofie magister kom att fortleva med olika innebörder i såväl Sverige som i Finland. I Finland var filosofie magister under lång tid en  grad som kunde tilldelas den som slutfört kandidatexamen (som motsvarade den nuvarande magisterexamen), medan det i Sverige under en stor del av 1900-talet var titel för den som slutfört filosofisk ämbetsexamen, vilken gav behörighet till adjunktstjänst vid läroverken. Den främst rankade fick tillägget primus.

## Etymologi
Magister är ett latinskt ord, som kommer av magis, mera, och således ursprungligen betyder "den som är förmer än en annan": förman, chef, mästare. Så till exempel kallades i äldre tider diktatorn i Rom för magister populi, folkets herre. Under den senare romerska kejsartiden, från Konstantin den store, bar flera av de högsta ämbetsmännen titeln magister. Även föreståndarna för flera slags korporationer och prästkollegier kallades magistri.

## Finland
I Finland var filosofie magister den ursprungliga titeln för dem som promoverats vid filosofisk fakultet. Under en kortare period gav filosofiska fakulteten vid Kejserliga Akademien i Åbo de promoverade både doktors- och magistertitel på en gång, "doctor philosophiae ac artium liberalium magister"", men de titulerades magistrar. Doktorsgraden infördes i filosofiska fakulteten genom 1828 års statuter och stadfästes genom 1852 års statuter.
Titeln magister behölls dock intill 1994 som en lärd grad som kunde tilldelas den som tagit kandidatexamen, vilket skedde med eller utan offentlig promotion. År 1994 genomfördes en reform med syfte att göra de olika examina internationellt jämförbara. Den tidigare kandidatexamen blev magisterexamen och omfattar 300 studiepoäng (tidigare 160 studieveckor) och genomförs normalt på fem år. Sedan 2005 förutsätter magisterexamen att man tidigare har utexaminerats som kandidat på 180 sp.

## Sverige

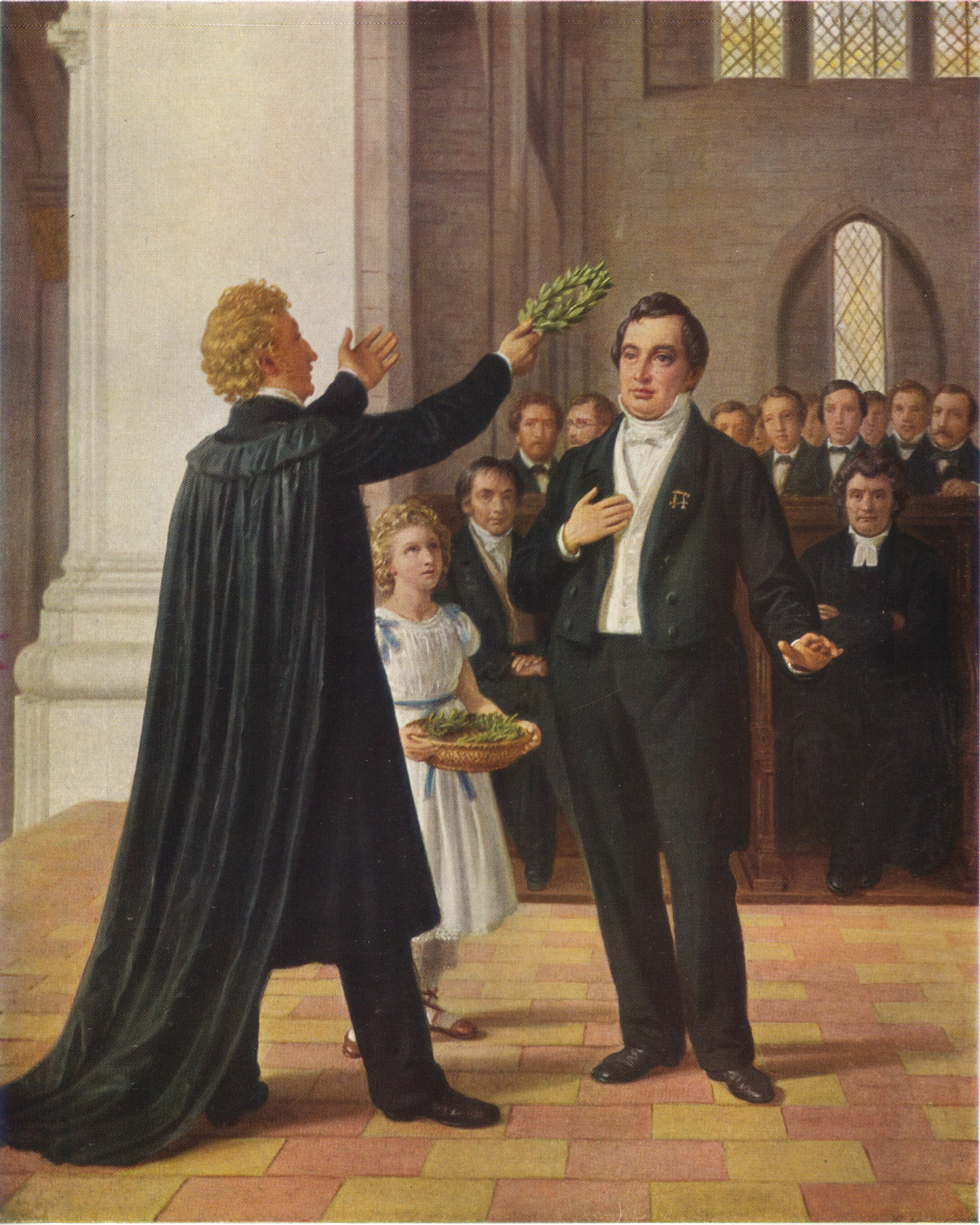
Esaias Tegnér överlämnar en lagerkrans som tecken på filosofie magistergraden till Adam Oehlenschläger vid en promotion i Lunds domkyrka 1829.

### Magistergraden
Redan tidigt uppkom vid universiteten  seden att benämna den som förvärvat godkända insikter i "de sju fria konsterna", artium liberalium magister eller, i dagligt tal, endast magister. Sedan kvarstod denna benämning för dem, som tagit högsta examen inom filosofisk fakultet och därefter offentligt försvarat en avhandling. För att promoveras krävdes att man disputerat för vinnande av graden (pro gradu) efter att tidigare ha disputerat för övnings skull (pro exercitio).  Magisterpromotionen skedde med många högtidliga formaliteter, något olika på olika tider och ställen. Eftersom magistrarna vanligen erhöll rätt att föreläsa och undervisa, och dessutom då  chefen i medeltida klosterskolor kallades magister scholarum, blev ordet magister i Sverige och Finland  i talspråk synonymt med lärare. 
Vid promotionen i Uppsala 1863 infördes titeln filosofie doktor i stället för magister varefter denna ceremoni, även i Lund, benämndes filosofie doktorspromotion.

### Filosofisk ämbetsexamen
Enligt Kungl. Maj:ts stadga angående filosofiska examina av år 1907 infördes filosofisk ämbetsexamen. Detta var en examen som gav behörighet till adjunktstjänst vid läroverk och enligt Kungl. Maj:ts statuter för universiteten i Uppsala och Lund av år 1908 återinfördes titeln filosofie magister för den som avlagt denna examen. Denna examen avlades ursprungligen vid filosofisk, senare vid humanistisk, samhällsvetenskaplig eller matematisk-naturvetenskaplig fakultet. Examenskraven var desamma som för filosofie kandidatexamen (se 'betyg') men i strikta ämneskombinationer för att passa i skolans tjänsteutbud. I vissa fall krävdes små extra kurser, så kallade magisterkurser. Filosofisk ämbetsexamen gav, i likhet med filosofie kandidatexamen, behörighet till fortsatta studier för filosofie licentiatexamen.
År 1969 avskaffades filosofisk ämbetsexamen, men kunde avläggas intill 1974. Den ersattes av filosofie kandidatexamen följd av studier vid lärarhögskola. I samband med högskolereformen 1977 infördes ämneslärarexamen för den som genomgått ämneslärarlinjen.

### Den nutida magisterexamen
År 1993 inrättades en fyraårig examen, magisterexamen, vilken ofta utfärdas med förledet filosofie. Denna examen har inte nödvändigtvis något med läraryrket att göra, utan relaterar till de internationella Master of Arts- och Master of Science-examen i och den svenska femåriga masterexamen som inrättades 2007  Ämneslärare är dock ofta fil.mag. till utbildningen. 
Det är en generell högskoleexamen på avancerad nivå, med huvudämne från humanistisk, matematisk–naturvetenskaplig eller samhällsvetenskaplig fakultet. Dessa vetenskapsområden utgjorde tidigare filosofisk fakultet. Examen kräver sedan 2007 tidigare kandidatexamen (tre års heltidsstudier inklusive självständigt arbete), och omfattar minst ytterligare ett års heltidsstudier (60 högskolepoäng), inklusive ytterligare ett självständigt arbete på minst 15 högskolepoäng. Svensk fil.mag. brukar översättas till master of philosophy, 1 year, i examensbetyg. 
Fil.mag. har likheter med filosofie masterexamen, som kräver två års heltidsstudier (120 högskolepoäng) efter kandidatexamen, och brukar översättas till master of philosophy, 2 years.